# Lope Abarca Gurrea
Lope Abarca Gurrea (Biescas, c. 1435 - Biescas, 1492). Señor de Gavín desde 1445 a 1492 por sucesión de su padre Guiralt, y cabeza de la rama principal de la familia Abarca.

## Biografía
Su padre le dejó en su testamento, los señoríos de Gavín, Fañanás, Yésero, Orós Alto, Orós Bajo, Oliván, Lárrede, Susín, Casbas de Jaca, la pardina de Isábal, Berbusa, Ainielle y la torre de Biescas. En julio de 1446 toma posesión de dichos señoríos, con el debido consentimiento de su madre Guillerma López de Gurrea.
En torno a 1464 contrajo matrimonio en primeras nupcias con Gracia de Echo, estableciéndose en Zaragoza donde estuvo al servicio de su suegro, Domingo de Echo, secretario del rey. Mientras tanto, su madre Guillerma gestionaba el patrimonio del señorío como viuda, en virtud del citado testamento de su esposo. Sin embargo, para 1472 ya habían fallecido tanto su esposa como su madre, y Lope volvió a sus dominios en el Pirineo.
Seguramente poco después de su regreso, volvió a contraer matrimonio, con Juana de Lobie originaria del Bearne francés, con quien tendría a los hijos que le sucederían en el señorío.
A diferencia de su padre y abuelo, Lope fue un hombre de paz gestionando sus señoríos con talante conciliador, ganándose el respeto como árbitro en diversos conflictos.
Su hermano Guiralt Abarca Gurrea, heredero de los señoríos de Navasa y Sasal, inició una nueva rama del linaje, aunque esta se integraría nuevamente en la troncal de los Gavín, por medio del matrimonio en 1546 de un bisnieto de Guiralt (Matías Abarca) con una nieta de Lope (Ana).
Lope murió en 1492 habiendo otorgado testamento.

## Matrimonios e hijos
De su primer matrimonio con Gracia de Echo no consta ningún hijo. De su testamento de 1492 sabemos que tuvo, con Juana de Lobie, los siguientes hijos:
- Lope Abarca de Lobie, su sucesor que murió joven, en torno a 1494;

- Guillerma Abarca de Lobie, a quien le dejó 6.000 sueldos jaqueses en ayuda de su matrimonio;

- Juana Abarca de Lobie, a quien le dejó 5.000 sueldos jaqueses en ayuda de su matrimonio, que contrajo en torno a 1505 con Juan Abarca Gurrea, señor de Garcipollera, aunque Juana falleció pronto y no tuvieron descendencia;

- María Abarca de Lobie, a quien le dejó 4.000 sueldos jaqueses en ayuda de su matrimonio;

- Sancho Abarca de Lobie, nacido alrededor de 1490, a quien su padre le dejó en el testamento 10.000 sueldos jaqueses en ayuda de su matrimonio, aunque finalmente sería este hijo quien sucedería a su hermano Lope en el señorío de su padre. Contrajo matrimonio con Beatriz de Mur, con quien tendría a Ana Abarca, quien se casaría en 1546 con un bisnieto de Guiralt, señor de Navasa y Sasal, unificando ambas ramas;

Lope reconoce además en su testamento un hijo "bastardo" llamado Juan a quien le deja 1.000 sueldos jaqueses para su matrimonio, su hijo Bartolomé Abarca, sería señor de Escalona, quien fue pretendiente de su pariente Ana Abarca Mur.